# Sōta Sugiyama
Sōta Sugiyama (japanisch 杉山 颯汰 Sugiyama Sōta; * 7. November 2000 in der Präfektur Aichi) ist ein japanischer Fußballspieler.

## Karriere
Sōta Sugiyama erlernte das Fußballspielen in der Schulmannschaft der Kaishi Gakuen Japan Soccer College High School. Seinen ersten Vertrag unterschrieb er am 1. Januar 2019 bei Albirex Niigata (Singapur). Der Verein, ein Ableger des japanischen Zweitligisten Albirex Niigata, spielte in der ersten singapurischen Liga. Für Albirex absolvierte er 23 Erstligaspiele. Im März 2020 wechselte er zum Okinawa SV. Der Verein aus Uruma spielt in der Kyushu Soccer League.